# Ібрагім III Тамгач-хан
Ібрагім III Тамгач-хан (д/н — 1156) — 14-й каган Західнокараханідського ханства у 1141—1156 роках.

## Життєпис
Походив з алідської гілки династії Караханідів. Син Арслан-хана, кагана Західнокараханідського ханства. 1141 року після смерті брата — кагана Махмуд-хана II оголошений новим володарем держави. Втім фактичну владу там мали каракитаї. Лише у 1143 році за допомогою швагера Ахмада Санджара, султана Сельджукидів, зумів відвоювати Самарканд і Бухару.
Був вірним союзником Сельджукидів. У 1144 і 1147—1148 роках брав участь у походах проти хорезмшаха Атсиза. Втім становище Ібрагім різко погіршилося після поразки Ахмада Санджара у 1153 році від огузів. Невдовзі каган вимушений був визнати зверхність Єлу Їлі, гурхана каракитаїв.
1156 року карлику на чолі із Аяр-беком повстали проти Ібрагіма III Тамгач-хана, якого повалили й стратили. У відповідь каракитаї поставили каганом Алі Чагри-хана.